# Stanley-Cup-Playoffs 1927
Die Playoffs um den Stanley Cup des Jahres 1927 begannen am 29. März 1927 und endeten am 13. April 1927 mit dem 2:0-Sieg der Ottawa Senators über die Boston Bruins. Die Senators gewannen damit ihren insgesamt zehnten Titel, den vierten als Mitglied der NHL sowie zugleich ihren letzten, da das Franchise 1934 nach St. Louis verlegt und ein Jahr später aufgelöst wurde. Die unterlegenen Bruins hingegen, die mit Percy Galbraith und Harry Oliver die Topscorer dieser post-season stellten, bestritten ihr erstes Stanley-Cup-Finale seit ihrer Gründung 1924.
Die Playoffs 1927 markierten das erste Jahr, in dem ausschließlich NHL-Teams um den Stanley Cup antraten. Die Western Hockey League, deren Meister in den Jahren zuvor im Endspiel gegen den Meister der NHL angetreten war, wurde 1926 aufgelöst.

## Modus
Für die Playoffs qualifizierten sich die jeweils drei besten Teams der beiden Divisionen. Im Viertelfinale standen sich innerhalb jeder Division der jeweilige Zweite und Dritte gegenüber, bevor der Sieger aus dieser Paarung im Halbfinale gegen den Divisionssieger um den Einzug ins Endspiel antrat. Im Finale trafen demnach die beiden besten Teams beider Divisionen aufeinander.
In den Viertel- und Halbfinalserien wurden grundsätzlich nur zwei Spiele ausgetragen, wobei nur die Tordifferenz zum Weiterkommen berücksichtigt wurde, sodass auch Unentschieden möglich waren. Das Finale war ursprünglich im Best-of-Three-Modus geplant, jedoch sahen die Regularien noch keine fortlaufende Overtime vor, sodass bereits das erste Spiel des Endspiels nach zweimal zehn Minuten Overtime unentschieden endete. Ligapräsident Frank Calder änderte daraufhin kurzerhand den Modus, sodass nun maximal fünf Spiele gespielt werden sollten, während das Prozedere von maximal 20 Minuten Overtime erhalten blieb. Sollte die Serie nach fünf Spielen unentschieden stehen, hätten sich die Teams die Meisterschaft geteilt. Die fortlaufende Overtime wurde bereits im Folgejahr eingeführt, sodass das Stanley-Cup-Finale 1927 das letzte war, in dem eine Partie ohne Sieger endete (vom Stromausfall 1988 abgesehen).

## Qualifizierte Teams
| Canadian Division - (C1) Ottawa Senators - (C2) Canadiens de Montréal - (C3) Montreal Maroons | American Division - (A1) New York Rangers - (A2) Boston Bruins - (A3) Chicago Black Hawks |

## Playoff-Baum
|  | Viertelfinale | Viertelfinale         | Viertelfinale |                       |    | Halbfinale | Halbfinale      | Halbfinale |  |  | Stanley-Cup-Finale | Stanley-Cup-Finale | Stanley-Cup-Finale |
|  |               |                       |               |                       |    |            |                 |            |  |  |                    |                    |                    |
|  |               |                       |               |                       |    |            |                 |            |  |  |                    |                    |                    |
|  |               |                       |               |                       |    |            |                 |            |  |  |                    |                    |                    |
|  | C1            | Ottawa Senators       | 15            |                       |    |            |                 |            |  |  |                    |                    |                    |
|  | C1            | Ottawa Senators       | 15            |                       |    |            |                 |            |  |  |                    |                    |                    |
|  |               |                       | C2            | Canadiens de Montréal | 01 |            |                 |            |  |  |                    |                    |                    |
|  | C2            | Canadiens de Montréal | C2            | Canadiens de Montréal | 01 | 12         |                 |            |  |  |                    |                    |                    |
|  | C2            | Canadiens de Montréal |               |                       |    | 12         |                 |            |  |  |                    |                    |                    |
|  | C3            | Montreal Maroons      | 01            |                       |    |            |                 |            |  |  |                    |                    |                    |
|  |               |                       |               |                       |    | C1         | Ottawa Senators | 2          |  |  |                    |                    |                    |
|  |               | A2                    | Boston Bruins | 0                     |    |            |                 |            |  |  |                    |                    |                    |
|  |               |                       |               |                       |    |            |                 |            |  |  |                    |                    |                    |
|  |               |                       |               |                       |    |            |                 |            |  |  |                    |                    |                    |
|  | A1            | New York Rangers      | 01            |                       |    |            |                 |            |  |  |                    |                    |                    |
|  | A1            | New York Rangers      | 01            |                       |    |            |                 |            |  |  |                    |                    |                    |
|  |               |                       | A2            | Boston Bruins         | 13 |            |                 |            |  |  |                    |                    |                    |
|  | A2            | Boston Bruins         | A2            | Boston Bruins         | 13 | 110        |                 |            |  |  |                    |                    |                    |
|  | A2            | Boston Bruins         |               |                       |    |            |                 |            |  |  |                    |                    |                    |
|  | A3            | Chicago Black Hawks   | 05            |                       |    |            |                 |            |  |  |                    |                    |                    |

## Viertelfinale

### (C2) Canadiens de Montréal – (C3) Montreal Maroons
| 29. März 1927 | Montreal Maroons Babe Siebert (32:15) | 1:1 (0:1, 1:0, 0:0) Spielbericht Stand: 0:0 | Canadiens de Montréal Aurèle Joliat (19:57) | Forum de Montréal, Montréal, Québec |

| 31. März 1927 | Canadiens de Montréal Howie Morenz (72:05) | 1:0 n. V. (0:0, 0:0, 0:0, 1:0) Spielbericht Stand: 1:0 Tordifferenz: 2:1 | Montreal Maroons | Forum de Montréal, Montréal, Québec |

### (A2) Boston Bruins – (A3) Chicago Black Hawks
| 29. März 1927 | Chicago Black Hawks Gord Fraser (29:43) | 1:6 (0:3, 1:0, 0:3) Spielbericht Stand: 0:1 | Boston Bruins Frank Fredrickson (3:24) Sprague Cleghorn (14:36) Jimmy Herbert (16:57) Frank Fredrickson (48:26) Harry Oliver (54:55) Eddie Shore (56:55) | Madison Square Garden, New York City, New York |

| 31. März 1927 | Boston Bruins Percy Galbraith (25:00) Billy Coutu (30:00) Percy Galbraith (35:00) Percy Galbraith (44:00) | 4:4 (0:0, 3:2, 1:2) Spielbericht Stand: 0:1 Tordifferenz: 10:5 | Chicago Black Hawks George Hay (36:00) Dick Irvin (38:00) Cully Wilson (47:00) Dick Irvin (50:00) | Boston Arena, Boston, Massachusetts |

## Halbfinale

### (C1) Ottawa Senators – (C2) Canadiens de Montréal
| 2. April 1927 | Canadiens de Montréal | 0:4 (0:3, 0:1, 0:0) Spielbericht Stand: 0:1 | Ottawa Senators Cy Denneny (9:45) Hec Kilrea (10:10) Hooley Smith (17:40) Frank Nighbor (31:40) | Forum de Montréal, Montréal, Québec |

| 4. April 1927 | Ottawa Senators Frank Finnigan (32:58) | 1:1 (0:1, 1:0, 0:0) Spielbericht Stand: 1:0 Tordifferenz: 5:1 | Canadiens de Montréal Sylvio Mantha (11:40) | Ottawa Auditorium, Ottawa, Ontario |

### (A1) New York Rangers – (A2) Boston Bruins
| 2. April 1927 | Boston Bruins | 0:0 (0:0, 0:0, 0:0) Spielbericht Stand: 0:0 | New York Rangers | Boston Arena, Boston, Massachusetts |

| 4. April 1927 | New York Rangers Bill Cook (4:51) | 1:3 (1:0, 0:3, 0:0) Spielbericht Stand: 0:1 Tordifferenz: 1:3 | Boston Bruins Jimmy Herbert (27:42) Lionel Hitchman (37:33) Harry Oliver (38:37) | Madison Square Garden, New York City, New York |

## Stanley-Cup-Finale

### (C1) Ottawa Senators – (A2) Boston Bruins
| 7. April 1927 | Boston Bruins | 0:0 (0:0, 0:0, 0:0) Spielbericht Stand: 0:0 | Ottawa Senators | Boston Arena, Boston, Massachusetts |

| 9. April 1927 | Boston Bruins Harry Oliver (56:45) | 1:3 (0:2, 0:0, 1:1) Spielbericht Stand: 0:1 | Ottawa Senators King Clancy (6:37) Frank Finnigan (11:23) Cy Denneny (59:55) | Boston Arena, Boston, Massachusetts |

| 11. April 1927 | Ottawa Senators Cy Denneny (35:00) | 1:1 (0:1, 1:0, 0:0) Spielbericht Stand: 1:0 | Boston Bruins Jimmy Herbert (7:00) | Ottawa Auditorium, Ottawa, Ontario |

| 13. April 1927 | Ottawa Senators Frank Finnigan (25:00) Cy Denneny (27:30) Cy Denneny (51:00) | 3:1 (0:0, 2:0, 1:1) Spielbericht Stand: 2:0 | Boston Bruins Harry Oliver (57:50) | Ottawa Auditorium, Ottawa, Ontario |

### Stanley-Cup-Sieger
| Stanley-Cup-Sieger Ottawa Senators | Torhüter: Alex Connell Verteidiger: Buck Boucher (C), King Clancy, Edwin Gorman, Alex Smith Angreifer: Jack Adams, Cy Denneny, Frank Finnigan, Milt Halliday, Hec Kilrea, Frank Nighbor, Hooley Smith Cheftrainer & General Manager: Dave Gill |

## Beste Scorer
Abkürzungen: GP = Spiele, G = Tore, A = Assists, Pts = Punkte, PIM = Strafminuten; Fett: Bestwert
| Spieler           | Team    | GP | G | A | Pts | PIM |
| ----------------- | ------- | -- | - | - | --- | --- |
| Harry Oliver      | Boston  | 8  | 4 | 2 | 6   | 4   |
| Percy Galbraith   | Boston  | 8  | 3 | 3 | 6   | 2   |
| Cy Denneny        | Ottawa  | 6  | 5 | 0 | 5   | 0   |
| Frank Fredrickson | Boston  | 8  | 2 | 2 | 4   | 20  |
| Frank Finnigan    | Ottawa  | 6  | 3 | 0 | 3   | 0   |
| Jimmy Herbert     | Boston  | 8  | 3 | 0 | 3   | 13  |
| Dick Irvin        | Chicago | 2  | 2 | 0 | 2   | 4   |
| Frank Nighbor     | Ottawa  | 6  | 1 | 1 | 2   | 0   |
| Hooley Smith      | Ottawa  | 6  | 1 | 1 | 2   | 16  |
| Hec Kilrea        | Ottawa  | 6  | 1 | 1 | 2   | 4   |
| King Clancy       | Ottawa  | 6  | 1 | 1 | 2   | 14  |
| Eddie Shore       | Boston  | 8  | 1 | 1 | 2   | 46  |

## Beste Torhüter
Die kombinierte Tabelle zeigt die drei besten Torhüter in der Kategorie Gegentorschnitt sowie den jeweils Führenden in Shutouts und Siegen.
Abkürzungen: GP = Spiele, Min = Eiszeit (in Minuten), W = Siege, L = Niederlagen, T = Unentschieden, GA = Gegentore, SO = Shutouts, GAA = Gegentorschnitt; Fett: Bestwert; Sortiert nach Gegentorschnitt.
Erfasst werden nur Torhüter mit 120 absolvierten Spielminuten.
| Spieler           | Team            | GP | Min    | W | L | T | GA | SO | GAA  |
| ----------------- | --------------- | -- | ------ | - | - | - | -- | -- | ---- |
| Alex Connell      | Ottawa          | 6  | 400:00 | 3 | 0 | 3 | 4  | 2  | 0,60 |
| Clint Benedict    | Montreal Mar.   | 2  | 132:05 | 0 | 1 | 1 | 2  | 0  | 0,91 |
| George Hainsworth | Montréal Canad. | 4  | 252:05 | 1 | 1 | 2 | 6  | 1  | 1,43 |
| Hal Winkler       | Boston          | 8  | 520:00 | 2 | 2 | 4 | 13 | 2  | 1,50 |